# Rühenbecke
Die Rühenbecke, im Oberlauf Mühlenbach, ist ein ca. 5,8 km langer, südlicher und orographisch linker Nebenbach der Lippe in Lünen im nordrhein-westfälischen Kreis Unna. Der Bach in seinem heutigen Verlauf entspricht einer Umleitung des Lüner Mühlenbachs ins Flussbett der Rühenbecke, von dem ein Teil allerdings weiterhin den alten Verlauf nimmt.

## Verlauf
Der Mühlenbach entspringt im äußersten Süden des Ortsteils Brambauer. Er fließt, südöstlich vorbei an der Besiedlung Brambauers, nordostwärts. Auf km 3,4 oberhalb der Mündung fließt ihm von links aus Brambauer der Kelnbach (1,2 km, keine GKZ) zu. Unmittelbar vor dem Datteln-Hamm-Kanal, auf km 2,4 oberhalb der Mündung, verzweigt sich der Bach und der Neue Mühlenbach (27879152) fließt nordwestwärts nach Lippholthausen, während dem Nordostarm von rechts die namentliche Rühenbecke (27879124) zufließt, die unmittelbar am Südufer des Kanals entspringt und beim Zusammenfluss erst 146 m lang ist. Der Bach unterquert den Kanal vermöge eines Dükers und heißt fortan Rühenbecke, in der Stationierung Neue Rühenbecke. Der Unterlauf verläuft dann an der Grenze der Ortsteile Lippholthausen (Nordwesten) und Geistviertel (Südosten) entlang, bis er in die Lippe mündet.

## Namensverwirrung und Stationierung
Offenbar wurde der ursprüngliche (Lüner) Mühlenbach zu großen Anteilen ins Bachbett der deutlich kleineren Rühenbecke umgeleitet. Der westliche, ursprüngliche Unterlauf heißt auf amtlichen Karten Neuer Mühlenbach, obwohl er offenbar dem Altverlauf entspricht; in der Stationierung heißt er dann auch schlüssigerweise Alter Lüner Mühlenbach und der östliche Unterlauf Neue Rühenbecke (auf Karten ohne „Neue“).
Verwirrend ist aber die Stationierung des Altunterlaufs. Vor dem Kanal hat er die GKZ 278791232 und seine nur 302 m sind vom Kanal zum Abzweig hin stationiert, als wäre er ein Nebenfluss. Unmittelbar nördlich des Kanals trägt er, in einem 4,387 km² großen Einzugsgebiet, dann die GKZ 27879152 und seine stationierten 3,91 km beginnen unmittelbar am Kanal, als läge dort seine Quelle. Auf amtlichen Karten ist aber nach wie vor ein Düker eingezeichnet, d. h. die Verbindung wurde offenbar nicht unterbrochen.
Rechnet man die Kanalbreite von 70 m hinzu, kommt der westliche Unterlauf auf 4,28 km, für den Altverlauf ergibt das eine Länge von 7,70 km.